# 클레이 애니메이션

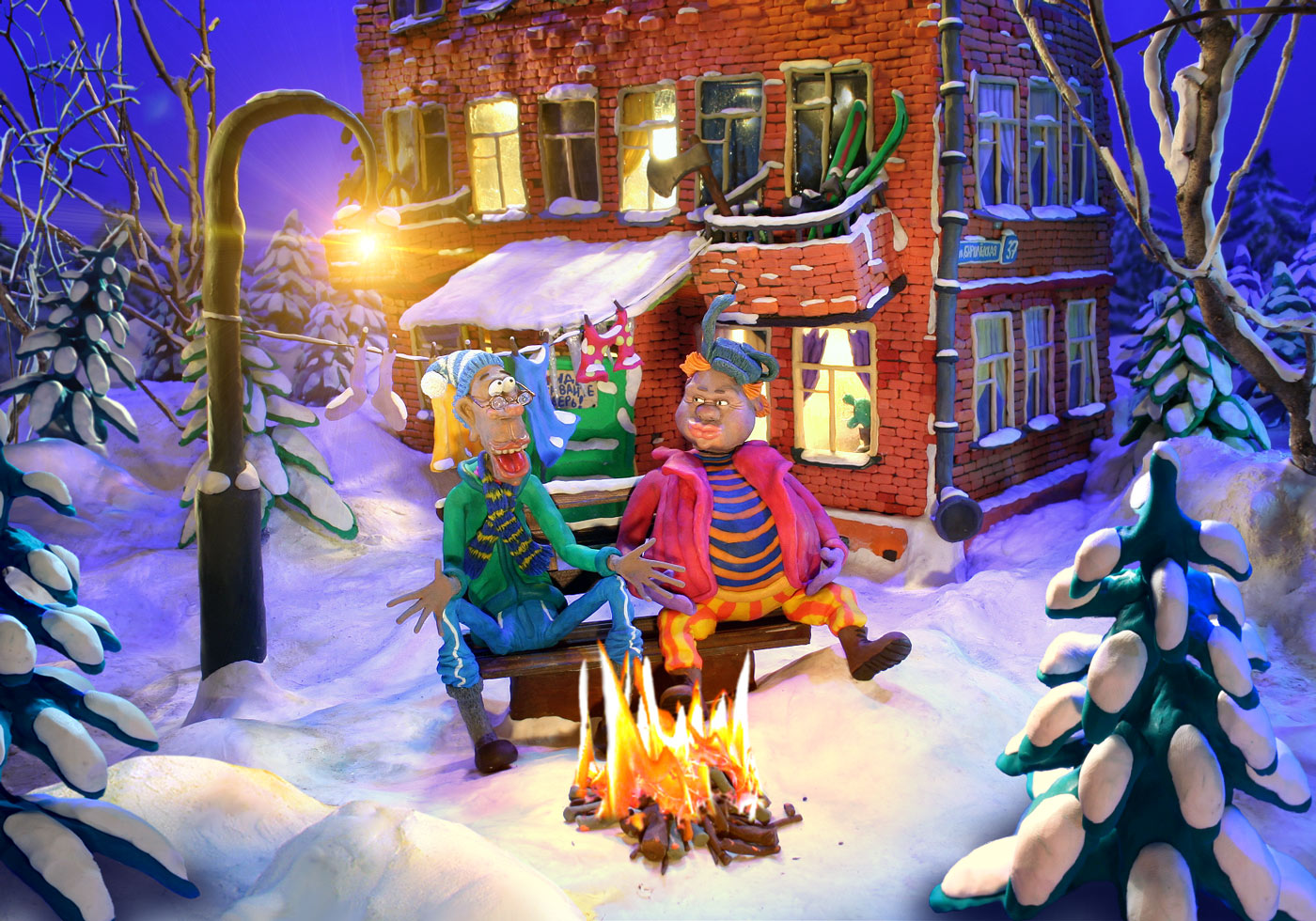
From Ilich to Kuzmich의 등장인물

클레이 애니메이션(Clay animation)은 찰흙 등으로 인형을 만들어 촬영하는 애니메이션이다.
클레이 애니메이션으로는 월리스와 그로밋, 핑구 등이 있으며
극장판 클레이 애니메이션으로는 파라노만, 유령신부, 코럴라인, 프랑켄 위니 등이 있다.
클레이 애니메이션은 소수의 작업자로도 완성할 수 있지만 작업이 매우 까다롭고 오래걸리며 자유로운 제작이 어려운 한계가 있기 때문에 다른 종류의 애니메이션에 비해 그 양이 매우 한정적이다.

## 역사
클레이 애니메이션 영화는 1908년 초 미국에서 제작되었으며 당시 에디슨 매누팩처링(Edison Manufacturing)은 《The Sculptor's Welsh Rarebit Dream》이라는 트릭 필름을 출시하였다. 1916년, 클레이 애니메이션은 하나의 유행이 되었으며, 헬레나 스미스 데이튼이라는 이름의 이스트코스트 아티스트와 윌리 홉킨스라는 이름의 웨스트코스트 아티스트가 여러 주제로 클레이 애니메이션 영화를 제작하였다. 특히 홉킨스는 상당히 다작을 했는데, 주간지 유니버설 스크린 매거진(Universal Screen Magazine)을 위해 50개의 클레이 애니메이션을 제작했다. 1920년대까지 셀이나 슬래시 시스템을 사용한 카툰 애니메이션이 주된 애니메이션 제작 방식으로 굳혀졌다. 점차 클레이와 같은 3차원 형태가 상대적으로 잊혀지게 되었는데, 셀 방식이 스튜디오 카툰에서 선호되는 방식이 되었기 때문이다.
클레이 애니메이션을 사용하여 개발된 일부 컴퓨터 게임들이 있으며, 여기에는 《네버후드》, 《클레이 파이터》, 《Platypus》, 《클레이 문》(아이폰 앱)이 있다.